# Centre Dauphine
Le Centre Dauphine est un centre commercial situé dans le centre-ville de Dijon en Bourgogne-Franche-Comté. Inauguré le 8 octobre 1973 par Robert Poujade, il est le deuxième plus grand centre commercial de la ville après la celui de la Toison d'Or.

## Historique
Inauguré le 8 octobre 1973 par Robert Poujade, le centre commercial est alors composé de 25 boutiques sur 2 500 m2 avant d'atteindre un total de 7 000 m2, avec un accès au Monoprix, anciennes Galeries dijonnaises donnant sur la rue Piron ou Bouchara donnant sur la rue de la Liberté.

## Caractéristiques
- Superficie totale : 7 000 m2
- Boutiques : 1 grande surface (Monoprix), ainsi que des enseignes exclusives et des restaurants et cafés.
- Parc de stationnement : 308 places de stationnement en sous-sol avec des places Familles, des bornes de recharge électrique[3].

## Projet de réhabilitation totale
Le 12 février 2020, le maire de la ville François Rebsamen annonce dans la presse qu'un permis de construire a été déposé et que la rénovation du Centre Dauphine est à l'étude. La Caisse d'épargne serait à l'initiative de ce projet de construction d'un nouveau bâtiment .
Le 14 janvier 2021, le permis de construire est accordé par les services de Dijon Métropole, prévoyant la restructuration du bâtiment existant (démolition partielle, extension et surélévation) pour un ensemble de 11 044 m2 et une ouverture au premier trimestre 2023.
Du 15 avril au 28 mai 2021, des travaux préparatoires au chantier ont été réalisés. Le centre est fermé le 3 août 2021 en vue du début du chantier.